# Éditions La Sahélienne
La Sahélienne est une maison d'édition malienne fondée à Bamako en 1992 par Ismaïla Samba Traoré.
Longtemps spécialisée dans la littérature en langue nationale, elle s'est ouverte depuis 2009 à la littérature francophonie, notamment au travers de trois collections : La dune verte, 50 voix et Frifrini.
Parmi les auteurs publiés se trouvent Sidi Alamine Ag Doho, Mohamed Ag Erless, Fatoumata Keïta ou Ismaïla Samba Traoré.